# Liste der Naturschutzgebiete im Landkreis Hildesheim
Im Landkreis Hildesheim gibt es 33 Naturschutzgebiete (Stand August 2021).
| Name des Gebietes                           | Bild           | Kennung | WDPA      | Landkreis / Stadt                                                                | Beschreibung / Bemerkungen | Standort | Fläche in Hektar | Jahr der Verordnung |
| ------------------------------------------- | -------------- | ------- | --------- | -------------------------------------------------------------------------------- | -------------------------- | -------- | ---------------- | ------------------- |
| Ahrberger Holz/Groß Förster Holz            | weitere Bilder | HA 179  | 81257     | Landkreis Hildesheim                                                             |                            | Position | 44,34            | 1996                |
| Alter Schlosspark Wrisbergholzen            | weitere Bilder | HA 078  | 162120    | Landkreis Hildesheim                                                             |                            | Position | 7,80             | 1984                |
| Am roten Steine                             | weitere Bilder | HA 109  | 162180    | Stadt Hildesheim                                                                 |                            | Position | 25,35            | 1986                |
| Amphibienbiotope an der Hohen Warte         |                | HA 223  |           | Landkreis Hildesheim                                                             |                            | Position | 78               | 2018                |
| Amphibienbiotope Doberg und Weenzer Bruch   |                | HA 257  |           | Landkreis Hildesheim                                                             |                            | Position | 132              | 2021                |
| Bockenemer Klärteiche                       | weitere Bilder | HA 061  | 81427     | Landkreis Hildesheim                                                             |                            | Position | 4,14             | 1981                |
| Delligser Steinbruch                        | weitere Bilder | HA 143  | 162720    | Landkreis Hildesheim, Landkreis Holzminden                                       |                            | Position | 5,86             | 1989                |
| Duinger Wald                                | weitere Bilder | HA 202  | 318309    | Landkreis Hildesheim                                                             |                            | Position | 315,13           | 2000                |
| Entenfang                                   | weitere Bilder | HA 145  | 81610     | Landkreis Hildesheim                                                             |                            | Position | 19,90            | 1990                |
| Finkenberg/Lerchenberg                      | weitere Bilder | HA 211  | 329374    | Stadt Hildesheim                                                                 |                            | Position | 257,44           | 2004                |
| Gallberg                                    | weitere Bilder | HA 054  | 81710     | Stadt Hildesheim                                                                 |                            | Position | 57,38            | 2013                |
| Giesener Teiche                             | weitere Bilder | HA 081  | 163243    | Stadt Hildesheim                                                                 |                            | Position | 10,72            | 1984                |
| Giesener Wald                               |                | HA 256  |           | Stadt Hildesheim, Landkreis Hildesheim                                           |                            | Position | 142              | 2020                |
| Halbtrockenrasen bei Irmenseul              |                | HA 123  | 163499    | Landkreis Hildesheim                                                             |                            | Position | 2,50             | 1987                |
| Haseder Busch                               | weitere Bilder | HA 053  | 81833     | Landkreis Hildesheim, Stadt Hildesheim                                           |                            | Position | 48,82            | 1974                |
| Heberberg                                   | weitere Bilder | HA 142  | 163567    | Landkreis Hildesheim                                                             |                            | Position | 8,52             | 1989                |
| Karlsberg                                   | weitere Bilder | HA 052  | 82041     | Landkreis Hildesheim                                                             |                            | Position | 13,70            | 1960                |
| Lange Dreisch und Osterberg                 | weitere Bilder | HA 218  | 555546338 | Stadt Hildesheim                                                                 |                            | Position | 244,75           | 2011                |
| Leineaue zwischen Gronau und Burgstemmen    | weitere Bilder | HA 129  |           | Landkreis Hildesheim                                                             |                            | Position | 312              | 2020                |
| Leineaue zwischen Hannover und Ruthe        | weitere Bilder | HA 239  |           | Region Hannover, Landkreis Hildesheim                                            |                            | Position | 968              | 2021                |
| Leineaue zwischen Ruthe und Koldingen       | weitere Bilder | HA 203  |           | Region Hannover, Landkreis Hildesheim                                            |                            | Position | 529              | 2001                |
| Lieth                                       | weitere Bilder | HA 188  | 164455    | Landkreis Hildesheim                                                             |                            | Position | 49,28            | 1998                |
| Mastberg und Innersteaue                    | weitere Bilder | HA 134  | 163919    | Stadt Hildesheim                                                                 |                            | Position | 36,76            | 2008                |
| Mittleres Innerstetal mit Kanstein          | weitere Bilder | BR 131  | 389624    | Landkreis Goslar, Stadt Salzgitter, Landkreis Wolfenbüttel, Landkreis Hildesheim |                            | Position | 555,78           | 2008                |
| Osterberg                                   |                | HA 246  |           | Landkreis Hildesheim                                                             |                            | Position | 51,65            | 2018                |
| Schiefer Holzer Berg                        | weitere Bilder | HA 077  | 165384    | Landkreis Hildesheim                                                             |                            | Position | 10,92            | 1984                |
| Schwarze Heide                              | weitere Bilder | HA 121  | 165498    | Landkreis Hildesheim                                                             |                            | Position | 11,06            | 1987                |
| Selterklippen                               |                | BR 137  | 389974    | Landkreis Hildesheim, Landkreis Northeim                                         |                            | Position | 95,41            | 2009                |
| Steinberg bei Wesseln                       | weitere Bilder | HA 074  | 165680    | Landkreis Hildesheim                                                             |                            | Position | 15,76            | 2007                |
| Trockenlebensräume – Sieben Berge, Vorberge | weitere Bilder | HA 241  |           | Landkreis Hildesheim                                                             |                            | Position | 153              | 2017                |
| Wätzumer Tonkuhle                           |                | HA 110  | 166187    | Landkreis Hildesheim                                                             |                            | Position | 11,21            | 1986                |
| Wehmholz                                    | weitere Bilder | HA 138  | 166194    | Landkreis Hildesheim                                                             |                            | Position | 17,39            | 1989                |
| Wernershöhe                                 | weitere Bilder | HA 168  | 166251    | Landkreis Hildesheim                                                             |                            | Position | 86,21            | 1994                |